# Бедный, Матвей Викторович
Матвей Викторович Бедный (укр. Матвій Вікторович Бідний; род. 28 ноября 1979, Киев) — украинский политик, спортивный функционер и культурист. Министр молодёжи и спорта Украины с 5 сентября 2024 года (врио 9 ноября 2023 — 5 сентября 2024). Трижды чемпион Украины по бодибилдингу.

## Биография

### Образование
У Матвея четыре диплома о высшем образовании. В 2001 году он получил специальность «Тренера-преподавателя» по окончании Национального университета физического воспитания и спорта.
Затем Бедный изучал финансы в столичном национальном торгово-экономическом университете (окончил в 2004 году), коммерческое и трудовое право в Межрегиональной академии управления персоналом (окончил в 2008), а публичное управление и администрирование — в Национальной академии государственного управления при Президенте Украины (окончил в 2020).

### Карьера
Первым официальным местом работы Матвея было ГП «Фаворит-С». Здесь на протяжении девяти лет (2001—2009) он был тренером, а затем два года (2009—2010) возглавлял одноимённый фитнес-клуб.
Матвей профессионально занимался бодибилдингом. На протяжении пяти лет (1999—2004) он был членом украинской сборной. В 2000 году Бедный завоевал серебряные медали мирового первенства. Трижды (с 2000 по 2002 год) Матвей был победителем национального чемпионата. С 2005 по 2008 год он участвовал в телепроекте «Игры Патриотов».
С 2006 по 2007 год Бедный был помощником парламентария V созыва Андрея Портнова, который тогда входил во фракцию Блока Юлии Тимошенко.
В 2011 году Бедный некоторое время был помощником директора юридической компании «Сетра». Следующие четыре года он был менеджером по продажам компании «ФирмаИСТ».
С 2015 по 2016 год Матвей занимался автоперевозками в дочернем предприятии «Истфрахт». В 2016 году он вновь был помощником народного депутата VIII созыва.
Летом 2020 года Матвея назначили заместителем Министра молодёжи и спорта. В ноябре 2023 года Кабинет министров уволил главу ведомства Вадима Гутцайта и назначил Бедного временно исполняющим обязанности Министра.
5 сентября 2024 года Матвей Бедный официально возглавил Министерство молодёжи и спорта Украины. За его назначение проголосовали 239 народных депутатов Украины.
16 июля 2025 года правительство Дениса Шмыгаля был отправлено в отставку. 17 июля 2025 года сохранил свою должность министра молодёжи и спорта в новом правительстве Юлии Свириденко.

### Личная жизнь
Женат вторым браком. Имя первой жены Инна, вторую зовут Виктория Дашутина. Матвей и Виктория женаты с 2019 года. В Словакии Дашутина владеет компанией Rotors Tech. Виктория приходится дочкой бывшему народному депутату Григорию Дашутину.
У Бедного трое детей: Ангелина, Родион, а также Артур.

## Награды
- Благодарность Министерства молодёжи и спорта Украины (31 августа 2017) — за весомый личный вклад в развитие физической культуры и спорта Украины;
- Благодарность Национального олимпийского комитета Украины — за вклад в развитие олимпийского движения;
- Почётная грамота Кабинета Министров Украины (1 декабря 2017);
- Почётная грамота Министерства молодёжи и спорта Украины (1 августа 2019);
- Заслуженный работник физической культуры и спорта Украины (13 сентября 2019) — за весомый личный вклад в развитие и популяризацию физической культуры и спорта в Украине, достижение высоких спортивных результатов и многолетнюю плодотворную профессиональную деятельность[5];
- Нагрудный знак Министерства молодёжи и спорта Украины «Знак Почёта» (23 декабря 2021).